# 미와촌 (히로시마현 사에키군)
미와촌(일본어: 三和村)은 일본 히로시마현 사에키군에 있던 촌이다. 현재의 하쓰카이치시, 오타케시의 일부에 해당한다.

## 역사
- 1889년 4월 1일 - 정촌제 시행에 의해 사에키군 미와촌이 발족하였다.
- 1929년 4월 1일 - 도모하라촌과 합병해 유와촌이 신설하여 폐지되었다.

## 참고문헌
- 角川日本地名大辞典 34 広島県
- 『市町村名変遷辞典』東京堂出版、1990年。